# Milica Antić Gaber
Milica Antić Gaber, slovenska sociologinja, *6. maj 1958, Klinčina, Peć, Kosovo.
Milica Antić Gaber je leta 1994 magistrirala in leta 1998 doktorirala na Filozofski fakulteti v Ljubljani. Je raziskovalka in redna profesorica. Predava na Oddelku za sociologijo Filozofski fakulteti v Ljubljani. Strokovno deluje na področjih ženskih študij in feministične teorije, feministične politične teorije, žensk v politiki, spola in globalizacije, spola in nasilja, spola in telesa, spola in migracij ter spola in edukacije. Je vztrajna zagovornica večje participacije žensk v politiki in (človekovih) pravic ranljivih družbenih skupin. Med letoma 2010 in 2016 je bila predsednica Slovenskega sociološkega društva.

## Življenje
Milica Antić Gaber je obiskovala osnovno in srednjo šolo na Jesenicah, na kateri je leta 1977 tudi maturirala. Leta 1982 je diplomirala na Fakulteti za sociologijo, politične vede in novinarstvo (FSPN) Univerze v Ljubljani. Že v času šolanja je  delala na Radiu Jesenice in kasneje v Aktualno-politični redakciji Radia Študent v Ljubljani. Kot študentka je sodelovala v številnih raziskavah profesorjev in profesoric na FSPN ter kasneje na Mirovnem inštitutu in na Filozofski fakulteti, s čimer je pridobila bogate izkušnje na področju konceptualiziranja in izvajanja  raziskav. 
Diplomirala je leta 1982 na FSPN, magistrirala pa leta 1994 na Oddelku za sociologijo Filozofske fakultete Univerze v Ljubljani s temo Pripuščanje/Vstopanje druge polovice človeštva v polje politike. Na isti fakulteti je leta 1998 zagovarjala doktorsko disertacijo z naslovom Ženske v parlamentu: Dejavniki, ki vplivajo na njihovo zastopanost. 
Milica Antić Gaber je leta 1995 (skupaj z Evo D. Bahovec) so-ustanovila revijo Delta in bila članica njenega uredniškega odbora; bila je tudi članica uredništva revije Družboslovne razprave (2006–2009; 2011- ) ter članica izdajateljskega sveta revije Teorija in praksa (2011- ), skupaj s Tinetom Germom je ustanovila in sourednikovala tudi revijo Ars et Humanitas (2007-2011). Med letoma 2003 in 2007 je bila predstojnica Oddelka za sociologijo na Filozofski fakulteti Univerze v Ljubljani. Leta 2007 je bila na njeno pobudo pri Slovenskem sociološkem društvu ustanovljena Sekcija za spol in družbo, leta 2010 pa je postala njegova predsednica.  
Njen mož je Slavko Gaber.

## Delo
Po končanem dodiplomskem študiju je najprej leta 1982 kot učiteljica sociologije poučevala širok nabor družboslovnih predmetov na Srednji šoli za PTT promet in telekomunikacije v Ljubljani, kjer je bila nekaj let tudi sekretarka šole, od leta 1992 do 1995 pa je bila zaposlena na gimnaziji v Škofji Loki. Med letoma 1995 in 1997 je delovala kot  raziskovalka na Oddelku za sociologijo Filozofske fakultete Univerze v Ljubljani. V tem obdobju se je ukvarjala predvsem z raziskovanjem položaja žensk v javnem in zasebnem življenju, zlasti v politiki. Leta 1995 je na isti fakulteti postala asistentka za sociologijo kulture. Na Filozofski fakulteti Univerze v Ljubljani je redno zaposlena od leta 1998, leta 2009 je bila izvoljena v naziv redne profesorice. Na prvi stopnji predava Uvod v sociologijo, Sociologijo vsakdanjega življenja in Sociologijo spola, na drugi stopnji pa predmete Sociologija spola in spolnosti, Spol in politika v primerjalni perspektivi ter Spol in telo. Je koordinatorica doktorskega študijskega programa »Študije spola«. 
Milica Antić Gaber deluje kot visokošolska učiteljica tako v Sloveniji kot v drugih državah ter pomembno prispeva k razvoju področij, ki se jim raziskovalno posveča. To so predvsem ženske študije in feministična teorija, feministična politična teorija, ženske v politiki, spol in nasilje, spol in telo ter spol in edukacija. Sodelovala je tudi na tujih univerzah in drugih ustanovah, med drugim na mednarodni podiplomski Centralni evropski univerzi v Budimpešti, na Med-univerzitetnem centru v Dubrovniku, na Univerzi v Londonu (kolidž Birkbeck), od leta 2014 pa je gostujoča predavateljica na Univerzi Novi Sad v Vojvodini (Srbija). Ves čas je dejavna tudi v mednarodnem prostoru. Bila je članica več mrež, ki so se raziskovalno ukvarjale s položajem žensk v politiki (ECPR, ESA). Že drugi mandat je članica ekspertnega foruma Evropskega inštituta za enakost spolov (EIGE) s sedežem v Vilni, od leta 2015 pa je tudi članica Strokovnega sveta za enakost spolov na Ministrstvu za delo, družino, socialne zadeve in enake možnosti. 
Milica Antić Gaber je sodelovala pri številnih slovenskih in drugih raziskovalnih projektih, vodila oziroma koordinirala pa je naslednje: 
- »Ženske v lokalni politiki«
- »Ženske v parlamentu: Slovenija, Madžarska, Hrvaška«
- »Načini uveljavljanja evropskih direktiv o nasilju nad ženskami, mladostniki in otroki – dobre prakse in priporočila«[mrtva povezava]
- »Usklajevanje zasebnega in profesionalnega življenja kot ovira za številčnejšo prisotnost žensk v politiki«[mrtva povezava]
- »Spolna strukturiranost sodobne slovenske družbe in položaj spolov v politiki« Arhivirano 2016-03-05 na Wayback Machine.

## Čas predsedovanju SSD
Milica Antić Gaber se je po  diplomi vključila v delo Slovenskega sociološkega društva (SSD). Preden je leta 2010 postala predsednica društva, je bila v dveh mandatih njegova podpredsednica (v času predsedovanja Antona Krambergerja in Marjana Hočevarja). Na njeno pobudo je društvo leta 2007  ustanovilo Sekcijo za spol in družbo. V času njenega predsedovanja se je okrepilo in razširilo delovanje SSD kot celote, dejavno sodelovanje študentk in študentov v društvu ter povezovanje in odpiranje društva navzven. 

## Izbor pomembnejših del
- Ženske v parlamentu, 1998
- Ženske politika – enake možnosti, 2001 (skupaj z Vlasto Jalušič) Arhivirano 2016-03-05 na Wayback Machine.
- Women in Parliamentary Politics; Hungarian and Slovene Cases Compared, 2003 (skupaj z Gabriella Ilonszki)
- Ženske na robovih politike, ur. 2011 Arhivirano 2016-03-07 na Wayback Machine.
- Raziskovanje nasilja v Sloveniji, 2013, več avtoric
- Zahtevna razmerja, ur. 2014
- Gender Structuring of Contemporary Slovenia, ur. 2015 Arhivirano 2016-03-06 na Wayback Machine.